# Phenacoccus herbaceus
Phenacoccus herbaceus är en insektsart som beskrevs av Borchsenius 1962. Phenacoccus herbaceus ingår i släktet Phenacoccus och familjen ullsköldlöss. Inga underarter finns listade i Catalogue of Life.